# Song (Magazin)
Das Magazin song mit dem Untertitel Chanson Folklore Bänkelsang existierte von 1966 bis 1970 und war die erste deutschsprachige Folkzeitschrift. Sie entstand im Umkreis der Burg-Waldeck-Festivals und machte deren Entwicklung von Folk und Chanson über das engagierte politische Lied bis zur Rockmusik und revolutionär-politischer Debatte mit. Sie war in den ersten Jahren das wichtigste Sprachrohr der neuen Folk- und Protestlied-Bewegung in Deutschland und berichtete ausführlich über die Liedermacher, wobei sich viele renommierte Autoren beteiligten.

## Geschichte und Ausgaben
Noch rechtzeitig zum dritten Burg-Waldeck-Festival erschien 1966 aus dem Umkreis der Veranstalter die Zeitschrift song, die zunächst den Untertitel Chanson Folklore Bänkelsang trug. Initiiert wurde das Vorhaben von dem aus der bündischen Jungenschaft stammenden Rolf Gekeler; er wurde der erste Herausgeber. Mit zunehmender Politisierung und Radikalisierung änderte das Magazin, beeinflusst von der 68er-Bewegung, später zweimal seinen Namen. Es erschienen von 1966 bis 1970 folgende Ausgaben:
- unter dem Titel song. Chanson Folklore Bänkelsang 1966 die Nummern 1 bis 3, 1967 Nr. 4 und (ohne Jahrangabe) Nr. 5,
- unter dem Titel song. Deutsche Underground-Zeitschrift 1968 die Nummern Nr. 6, 7 und 8 (jeweils ohne Jahrangabe)
- und unter dem Titel song. Zeitschrift für progressive Subkultur 1969 die Nummern 1 bis 4 sowie als letzte Ausgabe die Nr. 1/1970.

Zusätzlich gab song umfangreiche Programm-Hefte für die Waldeck-Festivals 1967 und 1968 heraus sowie drei Ausgaben der „song Bücherei“.

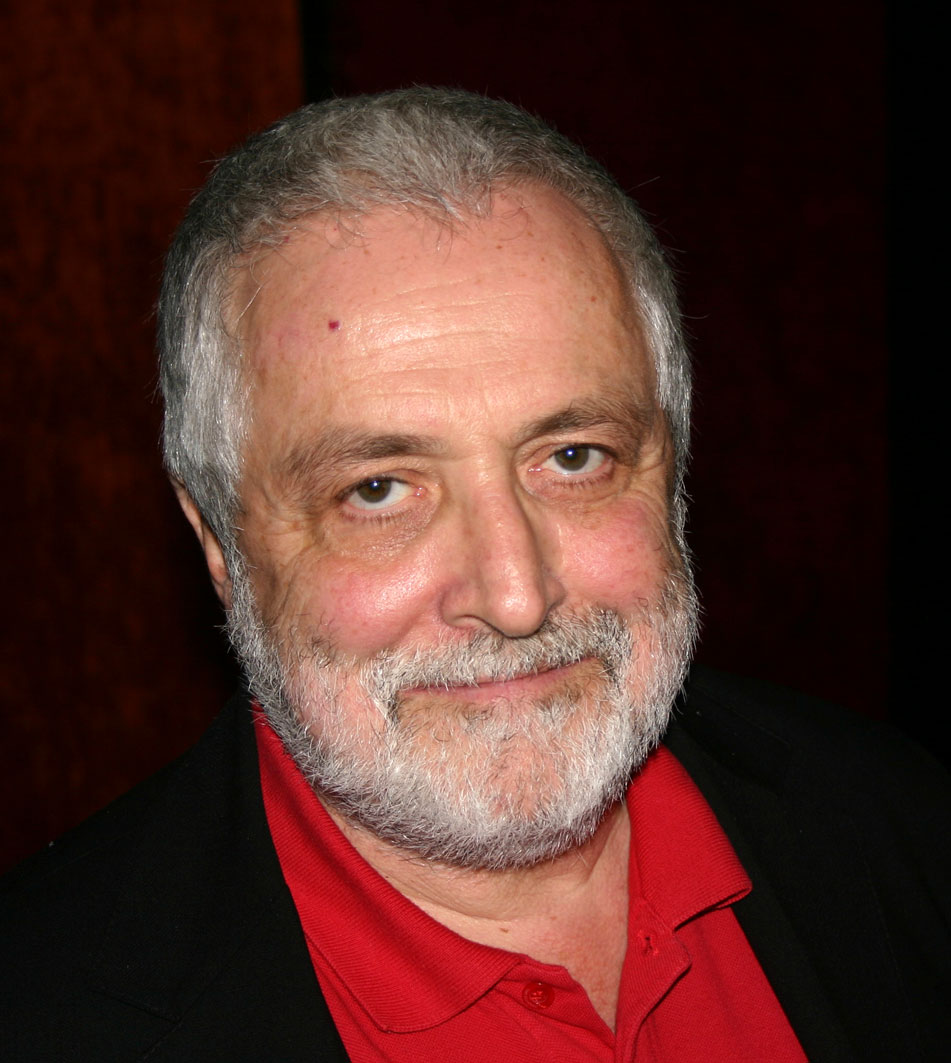
Henryk M. Broder gehörte zum Mitarbeiterkreis von song

## Mitarbeiter

### Wechselndes Redaktionsteam
Im ersten Jahr gehörten zum redaktionellen Mitarbeiterkreis Rolf Gekelers unter anderem die Zeichnerin Gertrude Degenhardt, Martin Degenhardt, Reinhard Hippen, der Kunstpädagoge und spätere Kulturhistoriker Diethart Kerbs, der spätere Soziologe und Politikwissenschaftler Arno Klönne, Erdmann Linde und Thomas Schroeder. In den nächsten Jahren änderte sich der Mitarbeiterkreis, es kamen die Journalisten Klaus Budzinski und Henryk M. Broder dazu, dabei waren neben vielen anderen auch Carsten Linde, Jürgen Jekewitz, Rolf Schwendter und Thomas Rothschild.

### Weitere Autoren
Neben den Redaktionsmitarbeitern wirkten weitere namhafte Autoren regelmäßig oder gelegentlich bei der Gestaltung der Ausgaben mit, so zum Beispiel der Musikjournalist Joachim-Ernst Berendt, der Schweizer Kabarettist Franz Hohler, die Liedermacher Hanns Dieter Hüsch und Dieter Süverkrüp sowie Klaus Kuhnke, einer der Mitbegründer des Archivs für Populäre Musik in Bremen. Ferner waren unter anderem dabei der Schriftsteller Horst Tomayer, Joachim Sonderhoff, der spätere Drehbuchautor und Regisseur Horst Königstein sowie der Journalist Rolf-Ulrich Kaiser.

## Inhaltliche Ausrichtung
Die erste Ausgabe begann mit einem Beitrag von Gerd Semmer über die Anfänge des modernen Chansons, den Liedern der Französischen Revolution sowie einem Essay von Peter Rohland über die Lieder deutscher Demokraten zur Zeit der Revolution 1848. Wie zu vielen Themenbereichen in späteren Ausgaben wurden dazu jeweils zahlreiche Text- und Notenbeispiele abgedruckt. Zu den Chansons von Franz Josef Degenhardt gab es Illustrationen von Gertrude Degenhardt.

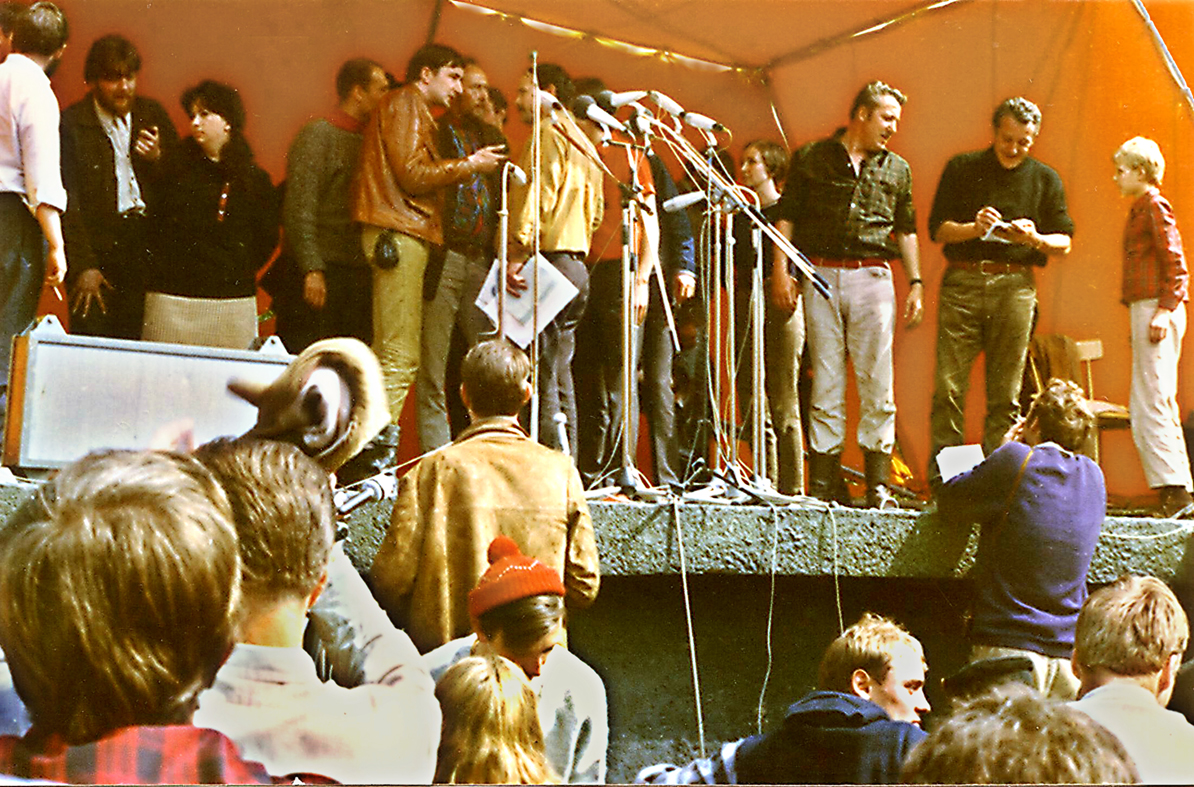
song berichtete ausführlich über die Auseinandersetzungen während der Waldeck-Festivals 1968 und 1969

In den folgenden Ausgaben kamen Hanns Dieter Hüsch und Dieter Süverkrüp zu Wort, wurde außer von den Waldeck-Festivals über ausländische Festivals berichtet (Folk-Festival Di Torino, Folk-Festival in Newport) und gab es regelmäßig Buch- und Schallplattenbesprechungen. Nicht nur über Bob Dylan, sondern auch über den „Bob Dylan der Sowjetunion“, den oppositionellen Künstler und Mitbegründer des russischen Autorenliedes Bulat Okudschawa gab es ausführliche Beiträge, ebenso zum Beispiel über katalanische Chansons oder Mikis Theodorakis und andere Musiker. In den Ausgaben der letzten Jahre ging es um Rockmusik, zum Beispiel Xhol Caravan oder Mick Jagger. Hinzu kamen nun viele theoretische Erörterungen zum politischen Lied, zu Underground und Subkultur mit Titeln wie beispielsweise „Apolit poprop“, „Politik statt Musik“, „Underground Alchimie und Trip-Therapie“, „That’s underground“, „Zur Theorie der Subkultur“ oder „Kunst und Sozialismus“.

## Kulturelle Bedeutung
song war die erste deutschsprachige Zeitschrift, die, ausgehend von der amerikanischen Folksong-Bewegung, sich mit neuen Liedformen und -inhalten beschäftigte. Sie war das Sprachrohr für das engagierte und politische Lied und publizistische Plattform für die neue Szene und die durch die Waldeck-Festivals bekannt gewordenen Liedermacher und deren Lieder. Der Soziologe und Politikwissenschaftler Arno Klönne schrieb: „Zwei Jahre vor der „68er Bewegung“ wirkte damit in die jugendliche Musikszene in der Bundesrepublik zum ersten Mal eine Publikation „für Chanson, Folklore, Bänkelsang“ ein, die demokratische Liedtraditionen wiederbelebte und den Horizont zur internationalen Folk- und Songkultur öffnete.“ Als sich ab 1969 die kulturelle Umwelt änderte und „progressive Subkultur“ modisch wurde, war von der Ursprungsidee nur noch wenig zu spüren. „Aber eine Reihe der song-Hefte ist aus der Geschichte der westdeutschen kulturellen Opposition in den 60er Jahren nicht wegzudenken.“

## Zitate
- Aus der ersten Ausgabe: „Es ist an der Zeit, neben den Liedern von Schwartenhälsen, der armen Jüdin und dem Deserteur auch die Lieder der Revolution von 1848, der Arbeiterkämpfe und die Lieder aus den Konzentrationslagern mit dem Begriff „Deutsches Volkslied“ zu verbinden. Wir müssen diesen Begriff endlich berichtigen.“ Peter Rohland[4]
- Aus der letzten Ausgabe: „Wie kann man politisch und gesellschaftlich so avanciert sein, daß es weiter kaum geht, und gleichzeitig ästhetisch so zurückgeblieben, daß man nicht einmal Peter Handke begreift? Und das in ganzen Seminaren! Der Mut der tumben Genossen zum Eigentor.“ Joachim E. Berendt[5]